# Tag der Deutschen Einheit

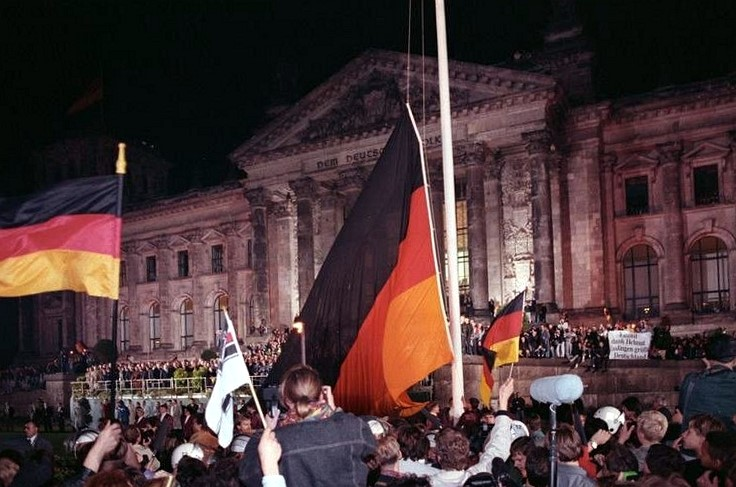
In der Nacht vom 2. auf den 3. Oktober 1990 wurde um Mitternacht die Fahne der Einheit an einem großen Fahnenmast vor dem Reichstagsgebäude gehisst.

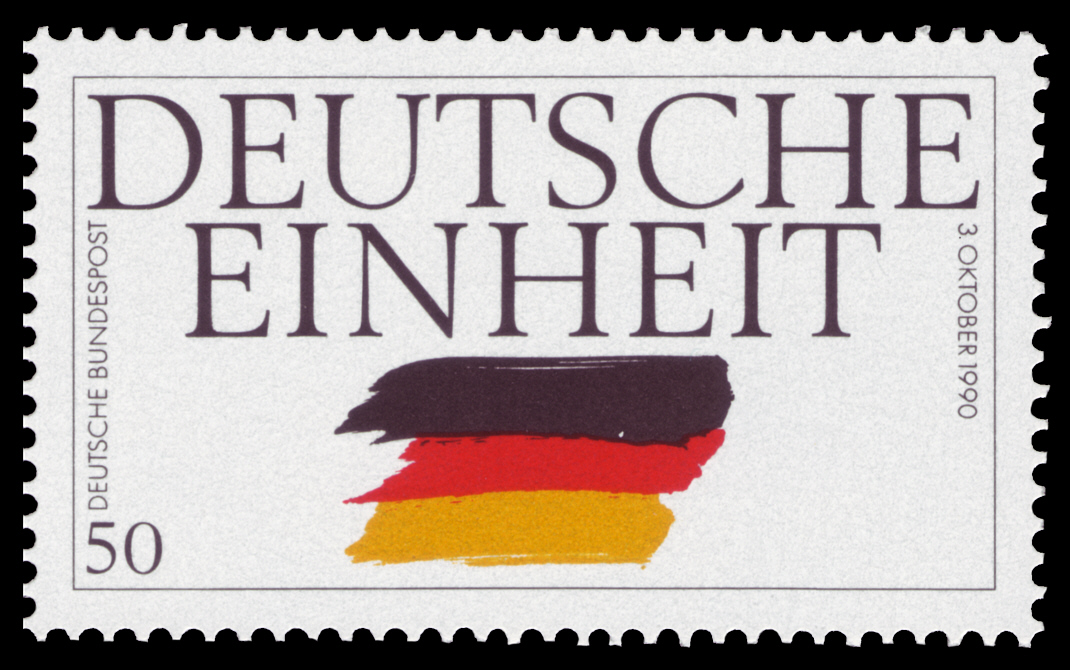
Erste gesamtdeutsche Briefmarken zur Wiedervereinigung am 3. Oktober 1990 (auch mit 100 Pf)

Der 3. Oktober wurde als Tag der Deutschen Einheit im Einigungsvertrag 1990 zum gesetzlichen Feiertag in Deutschland bestimmt. Als deutscher Nationalfeiertag erinnert er an die deutsche Wiedervereinigung, die „mit dem Wirksamwerden des Beitritts der Deutschen Demokratischen Republik zur Bundesrepublik Deutschland […] am 3. Oktober 1990“ „vollendet“ wurde. Richtigerweise traten um Mitternacht vom 2. auf den 3. Oktober die neugegründeten Länder dem Geltungsbereich des Grundgesetzes nach Artikel 23 GG bei. Somit wurden Brandenburg, Mecklenburg-Vorpommern, Sachsen, Sachsen-Anhalt und Thüringen sowie Berlin in seiner Gesamtheit die neuen Länder der Bundesrepublik Deutschland.
Als „Deutsche Einheit“ wird historisch seit dem frühen 19. Jahrhundert das Bestreben bezeichnet, die deutschen Länder in einem Staat zusammenzuführen. Das Einheitsmotiv findet sich auch in der deutschen Nationalhymne als „Einigkeit“ wieder.

## Geschichte der deutschen Nationalfeiertage

### Vor 1919
Vor 1871 wurde in den deutschen Einzelstaaten und Regionen hauptsächlich der verschiedenen Krönungstage gedacht. Nach der Vereinigung Deutschlands – der Reichseinigung 1870 (Kaiserbrief) und der Reichsgründung zum Kaiserreich 1871, wurde ebenfalls noch kein allgemeiner Nationalfeiertag festgelegt. Allerdings wurde jährlich der Sedantag am 2. September gefeiert, an dem die französische Hauptarmee 1870 im Deutsch-Französischen Krieg kapituliert hatte. Kaiser Wilhelm I. bewilligte ihn jedoch nie als offiziellen Feiertag.
Nach der Reichsgründung 1871 erhoben sich Forderungen nach einem nationalen Gedenktag, doch kam es zwischen drei Vorschlägen zu keiner Entscheidung. Bis 1873 setzte sich der Sedantag allmählich gegen den 18. Januar 1871 (Kaiserproklamation) oder den Tag des Frankfurter Friedensschlusses (10. Mai 1871) durch. Der Sedantag wurde bald auch an den Universitäten gefeiert, und in vielen deutschen Orten wurde Anfang September das Kriegerdenkmal eingeweiht. Dennoch kam ihm nie die Bedeutung etwa der „Kaiserparade“ oder des Kaisergeburtstages zu. Einige Kultusministerien der Länder, so das preußische, entschieden daher, den Sedantag als offiziellen Festtag an Schulen zu begehen. Den meist genannten Vorschlag, das Datum der Kaiserproklamation am 18. Januar als Gedenktag zu verordnen, hatte Wilhelm I. abgelehnt: Der Jahrestag der Königskrönung Friedrichs III. von Brandenburg (18. Januar 1701) sollte nicht in den Schatten eines gesamtdeutschen Feiertages geraten.

Manche Bedenken, die einem Überwiegen der militärischen Komponente galten, wurden geringer, als auch zivile Feiern zunahmen und ein religiöses Argument für den Sedantag ins Feld geführt wurde. Auf der Jahresversammlung des Rheinisch-Westfälischen Provinzialausschusses für Innere Mission im Sommer 1871 schlug Pastor Friedrich von Bodelschwingh den Sedantag als Nationalfest vor. Seine Begründung:
„am 2. September (…) [hat] die Hand des lebendigen Gottes so sichtbar und kräftig in die Geschichte eingegriffen, daß es dem Volke gerade bei diesem Gedenktage am leichtesten in Erinnerung zu bringen sein wird, wie Großes der Herr an uns getan hat“. 
In der Folge wurden typisch deutsche Feste und Umzüge konzipiert, die am Vorabend des 2. September mit Glockengeläut, Freudenfeuern und patriotischen Liedern begannen und mancherorts den Charakter von Friedensfesten hatten.

### Weimarer Republik

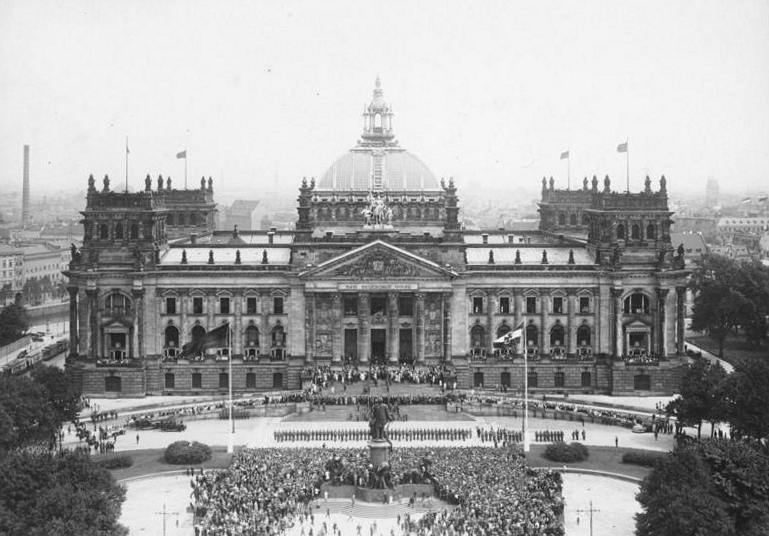
Feiern zum Verfassungstag der Weimarer Republik vor dem Reichstag in Berlin (11. August 1926)

Am 31. Juli 1919 wurde die Weimarer Verfassung in ihrer endgültigen Form von der Weimarer Nationalversammlung angenommen. Zum Gedenken an die „Geburtsstunde der Demokratie“ wurde der 11. August als Verfassungstag zum Nationalfeiertag bestimmt, weil an diesem Tag Reichspräsident Friedrich Ebert die Verfassung unterzeichnet hatte.

### Zeit des Nationalsozialismus
Kurz nach der Machtübernahme der NSDAP erklärte die Reichsregierung am 10. April 1933 den Ersten Mai zum Feiertag der nationalen Arbeit, auf den „die für den Neujahrstag geltenden reichs- und landesgesetzlichen Bestimmungen“ anzuwenden seien. Das Gesetz über die Feiertage vom 27. Februar 1934 bestimmte sodann: „Der nationale Feiertag des deutschen Volkes ist der 1. Mai.“

### Bundesrepublik Deutschland
Nach dem Zusammenbruch des Dritten Reichs gab es bis zur gewaltsamen Niederschlagung des Volksaufstandes 1953 in der DDR zunächst noch keinen Staatsfeiertag. Von 1954 bis 1990 war der 17. Juni in der Bundesrepublik Deutschland zum Gedenken an den Volksaufstand in der DDR gesetzlicher Feiertag mit dem Namen Tag der deutschen Einheit (mit kleinem „d“). Die Benennung des Tages geht mutmaßlich auf den Bundestagsabgeordneten Herbert Wehner zurück. Am 11. Juni 1963 wurde er durch Proklamation des Bundespräsidenten Heinrich Lübke zum Nationalen Gedenktag des deutschen Volkes erklärt. Das Gesetz wurde zwar durch den Einigungsvertrag aufgehoben, die Proklamation hat aber ihre Gültigkeit behalten. Am 17. Juni wird deutschlandweit an folgenden Gebäuden beflaggt: die obersten Bundesbehörden und ihre Geschäftsbereiche sowie die Körperschaften, Anstalten und Stiftungen des öffentlichen Rechts, die der Aufsicht von Bundesbehörden unterstehen. Im Jahr der Wiedervereinigung gab es den Tag der deutschen Einheit am 17. Juni (der in diesem Jahr auf einen Sonntag fiel) und den Tag der Deutschen Einheit (mit großem „D“) am 3. Oktober 1990.

### Deutsche Demokratische Republik
Der Nationalfeiertag der DDR war der 7. Oktober, der Tag der Staatsgründung im Jahr 1949 (Tag der Republik).

## Wiedervereinigung als neues Bezugsdatum

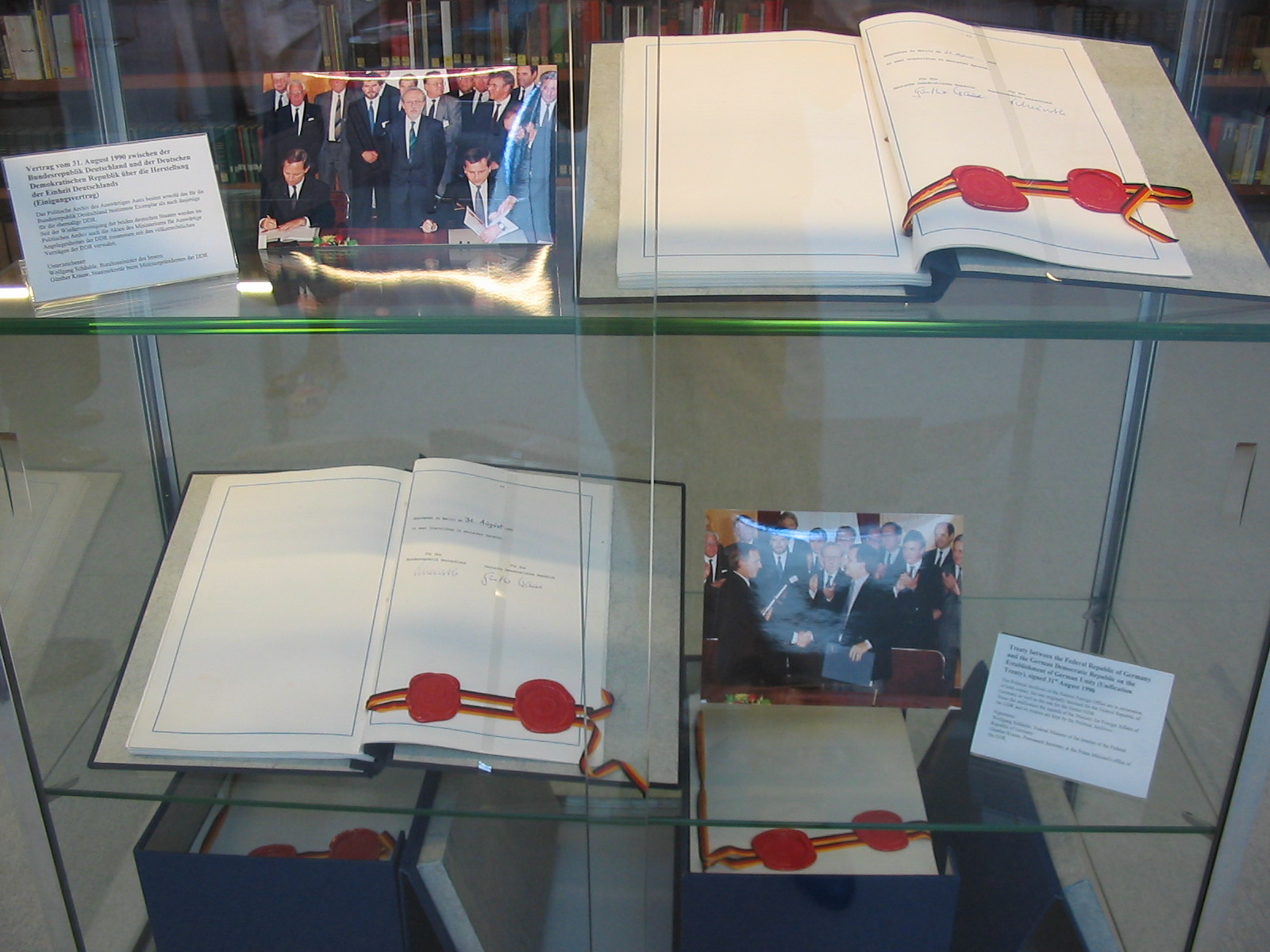
Beide Exemplare des Einigungsvertrages ausgelegt im Archiv des Auswärtigen Amtes in Berlin

Nach der Wende war ursprünglich der Tag des Mauerfalls von 1989, der 9. November, als Nationalfeiertag in der Diskussion. Wegen der Datumsgleichheit mit den Novemberpogromen 1938 galt dieses Datum als ungeeignet (vgl. auch 9. November (Deutschland)). Der Artikel 2 des Einigungsvertrages erklärte den 3. Oktober als (neuen) „Tag der Deutschen Einheit“ (nunmehr mit großem „D“) zum gesetzlichen Feiertag. Er ist der einzige Feiertag nach Bundesrecht; alle anderen Feiertage beruhen auf Gesetzen der Bundesländer.

### Einbettung des Datums in das politische Geschehen 1990
Grund für die zuletzt von der Volkskammer beschlossene Festlegung auf den 3. Oktober 1990 war die möglichst rasche Herstellung der Einheit nach Abschluss der Verträge vor allem unter dem Eindruck eines drohenden wirtschaftlichen und politischen Zusammenbruchs der DDR. Der 3. Oktober 1990, ein Mittwoch, war der frühestmögliche Termin, der nach der KSZE-Außenministerkonferenz vom 2. Oktober lag, in der diese Außenminister über das Ergebnis der Zwei-plus-Vier-Verhandlungen informiert werden sollten.
Anfang Juli hatten die Regierungen der beiden deutschen Staaten einen Zeitplan beschlossen, der für den 14. Oktober Landtagswahlen in der DDR und gesamtdeutsche Wahlen für den 2. Dezember vorsah. In der Folge kam es, während die Verhandlungen zum Einigungsvertrag liefen, sowohl in der DDR als auch in der Bundesrepublik zu politischen Debatten über Wahlrechts- und Datumsfragen. Anfang August scheiterte im Bundestag ein Vorziehen des Termins der gesamtdeutschen Wahl auf den 14. Oktober, so dass es hierfür beim 2. Dezember blieb. Die diesbezüglichen Wählerlisten waren gemäß geltendem Wahlrecht spätestens acht Wochen vor der Wahl zu erstellen. Dieser Termin war Sonntag, der 7. Oktober 1990. Folglich mussten alle Wähler spätestens im Verlaufe der 40. Kalenderwoche zu Bürgern des wählenden Staates gemacht werden. Der hierfür frühestmögliche Beitrittstermin ergibt sich aus dem Beschluss des Bundeskabinetts: „Der Bundesregierung erscheint jeder Beitrittstermin sinnvoll, der nach dem 2. Oktober liegt.“ Die Festlegung des Termins erfolgte schließlich in einer am 22. August 1990 von DDR-Ministerpräsident de Maizière beantragten Sondersitzung der Volkskammer, die um 21 Uhr begann. Nach hitziger Debatte gab die Präsidentin der Volkskammer, Sabine Bergmann-Pohl, um 02:30 Uhr am 23. August 1990 als Abstimmungsergebnis bekannt:

„Die Volkskammer erklärt den Beitritt der DDR zum Geltungsbereich des Grundgesetzes der Bundesrepublik Deutschland gemäß Artikel 23 des Grundgesetzes mit der Wirkung vom 3. Oktober 1990. Das liegt Ihnen in der Drucksache Nr. 201 vor. Abgegeben wurden 363 Stimmen. Davon ist keine ungültige Stimme abgegeben worden. Mit Ja haben 294 Abgeordnete gestimmt.
(Starker Beifall der CDU/DA, DSU, FDP, teilweise der SPD, die Abgeordneten der genannten Fraktionen erheben sich von den Plätzen.)
Mit Nein haben 62 Abgeordnete gestimmt, und sieben Abgeordnete haben sich der Stimme enthalten. Meine Damen und Herren, ich glaube, das ist ein wirklich historisches Ereignis. Wir haben uns die Entscheidung alle sicher nicht leichtgemacht, aber wir haben sie heute in Verantwortung vor den Bürgern der DDR in der Folge ihres Wählerwillens getroffen. Ich danke allen, die dieses Ergebnis im Konsens über Parteigrenzen hinweg ermöglicht haben.“

In einer daran anschließenden persönlichen Erklärung antwortete der SED-PDS-Vorsitzende Gregor Gysi bedauernd: „Das Parlament hat soeben nicht mehr und nicht weniger als den Untergang der Deutschen Demokratischen Republik zum 3. Oktober 1990 (jubelnder Beifall bei der CDU/DA, der DSU und teilweise der SPD) beschlossen.“

## Debatte um Verlegung 2004
Anfang November 2004 wurde die Absicht der Bundesregierung bekannt, den Tag der Deutschen Einheit, der in jenem Jahr auf einen Sonntag gefallen war, künftig stets am ersten Sonntag im Oktober zu feiern. Unter anderem sollte mit den daraus resultierenden Steuermehreinnahmen von 500 Millionen Euro ein drohendes Defizit im Haushalt 2005 verringert werden. Da Bundespräsident Horst Köhler dem Plan, der auch sonst wenig Unterstützung gefunden hatte, widersprach, verzichtete Bundeskanzler Gerhard Schröder darauf, ihn weiterzuverfolgen.

## Feierlichkeiten

### Offizieller Teil
Die offizielle Feier zum Tag der Deutschen Einheit findet seit 1990 meist in der Landeshauptstadt des Landes statt, das zu dem Zeitpunkt den Vorsitz im Bundesrat innehat. Dies regelt die „Königsteiner Vereinbarung“ gemäß der Länder-Reihenfolge nach absteigender Einwohnerzahl. Der bis zum Jahr 2016/17 geltende Turnus weicht leicht von der aktuellen Reihenfolge der Bevölkerungszahlen ab, da er am 20./21. Dezember 1990 auf der Ministerpräsidentenkonferenz in München beschlossen wurde und sich die Bevölkerungszahlen der Länder seitdem durch die starke Binnenwanderung verändert haben. Nicht immer fanden die offiziellen Feierlichkeiten in der Landeshauptstadt statt: 2011 wurde in Nordrhein-Westfalen nicht in der Landeshauptstadt Düsseldorf, sondern in der Bundesstadt Bonn gefeiert, 2015 fanden die Feierlichkeiten nicht in der hessischen Landeshauptstadt Wiesbaden, sondern in Frankfurt am Main statt und 2021 war es nicht Sachsen-Anhalts Landeshauptstadt Magdeburg, sondern Halle (Saale).
In der Regel finden an diesem Tag nach einem ökumenischen Gottesdienst ein Staatsakt und ein Bürgerfest („Deutschlandfest“) statt, bei dem sich auf der „Ländermeile“ die Länder und die Regierung präsentieren, wobei sich das Bürgerfest meist über mehrere Tage erstreckt. Beim Festakt reden traditionell der amtierende Bundesratspräsident und entweder der Bundespräsident, Bundestagspräsident oder Bundeskanzler, seltener auch andere Gäste. Folgende Einheitsfeiern wurden bisher ausgerichtet:

Logo der offiziellen Feier mit ausrichtendem Land 2011

| Jahr | Gastgebendes Bundesland | Austragungsort    | Gastgeber und Festredner                                                                                                |
| ---- | ----------------------- | ----------------- | --- |
| 1991 | Hamburg                 | Hamburg           | Bundesratspräsident Henning Voscherau und Bundestagspräsidentin Rita Süssmuth                                           |
| 1992 | Mecklenburg-Vorpommern  | Schwerin          | Bundesratspräsident Bernd Seite und Bundespräsident Richard von Weizsäcker                                              |
| 1993 | Saarland                | Saarbrücken       | Bundesratspräsident Oskar Lafontaine und Bundeskanzler Helmut Kohl                                                      |
| 1994 | Bremen                  | Bremen            | Bundesratspräsident Klaus Wedemeier und Bundespräsident Roman Herzog                                                    |
| 1995 | Nordrhein-Westfalen     | Düsseldorf        | Bundesratspräsident Johannes Rau und Bundestagspräsidentin Rita Süssmuth                                                |
| 1996 | Bayern                  | München           | Bundesratspräsident Edmund Stoiber, Bundestagspräsidentin Rita Süssmuth und der ungarische Ministerpräsident Gyula Horn |
| 1997 | Baden-Württemberg       | Stuttgart         | Bundesratspräsident Erwin Teufel, Bundestagspräsidentin Rita Süssmuth und der frühere US-Präsident George H. W. Bush    |
| 1998 | Niedersachsen           | Hannover          | Bundesratspräsident Gerhard Schröder und Bundespräsident Roman Herzog                                                   |
| 1999 | Hessen                  | Wiesbaden         | Bundesratspräsident Roland Koch und Bundeskanzler Gerhard Schröder                                                      |
| 2000 | Sachsen                 | Dresden           | Bundesratspräsident Kurt Biedenkopf und Bundespräsident Johannes Rau                                                    |
| 2001 | Rheinland-Pfalz         | Mainz             | Bundesratspräsident Kurt Beck und Bundestagspräsident Wolfgang Thierse                                                  |
| 2002 | Berlin                  | Berlin            | Bundesratspräsident Klaus Wowereit und Bundespräsident Johannes Rau                                                     |
| 2003 | Sachsen-Anhalt          | Magdeburg         | Bundesratspräsident Wolfgang Böhmer, Bundeskanzler Gerhard Schröder und Literaturnobelpreisträger Imre Kertész          |
| 2004 | Thüringen               | Erfurt            | Bundesratspräsident Dieter Althaus und Bundespräsident Horst Köhler                                                     |
| 2005 | Brandenburg             | Potsdam           | Bundesratspräsident Matthias Platzeck und Bundestagspräsident Wolfgang Thierse                                          |
| 2006 | Schleswig-Holstein      | Kiel              | Bundesratspräsident Peter-Harry Carstensen und Bundeskanzlerin Angela Merkel                                            |
| 2007 | Mecklenburg-Vorpommern  | Schwerin          | Bundesratspräsident Harald Ringstorff und Bundestagspräsident Norbert Lammert                                           |
| 2008 | Hamburg                 | Hamburg           | Bundesratspräsident Ole von Beust und Bundespräsident Horst Köhler                                                      |
| 2009 | Saarland                | Saarbrücken       | Bundesratspräsident Peter Müller und Bundeskanzlerin Angela Merkel                                                      |
| 2010 | Bremen                  | Bremen            | Bundesratspräsident Jens Böhrnsen und Bundespräsident Christian Wulff                                                   |
| 2011 | Nordrhein-Westfalen     | Bonn              | Bundesratspräsidentin Hannelore Kraft und der Präsident des Bundesverfassungsgerichts Andreas Voßkuhle                  |
| 2012 | Bayern                  | München           | Bundesratspräsident Horst Seehofer und Bundestagspräsident Norbert Lammert                                              |
| 2013 | Baden-Württemberg       | Stuttgart         | Bundesratspräsident Winfried Kretschmann und Bundespräsident Joachim Gauck                                              |
| 2014 | Niedersachsen           | Hannover          | Bundesratspräsident Stephan Weil und Bundeskanzlerin Angela Merkel                                                      |
| 2015 | Hessen                  | Frankfurt am Main | Bundesratspräsident Volker Bouffier und Bundespräsident Joachim Gauck                                                   |
| 2016 | Sachsen                 | Dresden           | Bundesratspräsident Stanislaw Tillich und Bundestagspräsident Norbert Lammert                                           |
| 2017 | Rheinland-Pfalz         | Mainz             | Bundesratspräsidentin Malu Dreyer und Bundespräsident Frank-Walter Steinmeier                                           |
| 2018 | Berlin                  | Berlin            | Bundesratspräsident Michael Müller und Bundestagspräsident Wolfgang Schäuble                                            |
| 2019 | Schleswig-Holstein      | Kiel              | Bundesratspräsident Daniel Günther und Bundeskanzlerin Angela Merkel                                                    |
| 2020 | Brandenburg             | Potsdam           | Bundesratspräsident Dietmar Woidke und Bundespräsident Frank-Walter Steinmeier                                          |
| 2021 | Sachsen-Anhalt          | Halle (Saale)     | Bundesratspräsident Reiner Haseloff und Bundeskanzlerin Angela Merkel                                                   |
| 2022 | Thüringen               | Erfurt            | Bundesratspräsident Bodo Ramelow und Bundestagspräsidentin Bärbel Bas                                                   |
| 2023 | Hamburg                 | Hamburg           | Bundesratspräsident Peter Tschentscher und der Präsident des Bundesverfassungsgerichts Stephan Harbarth                 |
| 2024 | Mecklenburg-Vorpommern  | Schwerin          | Bundesratspräsidentin Manuela Schwesig und Bundeskanzler Olaf Scholz                                                    |
| 2025 | Saarland                | Saarbrücken       | |

### Weitere Veranstaltungen
Am Brandenburger Tor und der Straße des 17. Juni in Berlin fanden an diesem Tag Veranstaltungen und Konzerte statt. Auch in den Hauptstädten der deutschen Länder sowie an weiteren Orten werden Feierlichkeiten durchgeführt.
Moscheevereine laden seit 1997 am Tag der Deutschen Einheit zum Tag der offenen Moschee ein, um das Selbstverständnis der beteiligten Muslime als Teil der deutschen Gesellschaft auszudrücken.
Seit dem Jahr 1990 erlebt die Galopprennbahn Hoppegarten bei Berlin den „Deutsch-Deutschen Renntag“ mit dem Preis der Deutschen Einheit als Höhepunkt.
Seit 2012 wird am 3. Oktober in Zusammenarbeit mit der Sendung mit der Maus der sogenannte Maus-Türöffner-Tag veranstaltet, an dem verschiedene Betriebe und Unternehmen ihre Türen öffnen und insbesondere Kindern einen Blick hinter die Kulissen ermöglichen.

### 20. Jahrestag in Bremen
Die zentrale Feier zum 20. Jahrestag der Deutschen Einheit fand 2010 in Bremen statt. In seiner Rede in der Stadthalle sagte Bundespräsident Christian Wulff zur Debatte um Integration:

„Zuallererst brauchen wir aber eine klare Haltung. Ein Verständnis von Deutschland, das Zugehörigkeit nicht auf einen Pass, eine Familiengeschichte oder einen Glauben verengt, sondern breiter angelegt ist. Das Christentum gehört zweifelsfrei zu Deutschland. Das Judentum gehört zweifelsfrei zu Deutschland. Das ist unsere christlich-jüdische Geschichte. Aber der Islam gehört inzwischen auch zu Deutschland.“

Das Bundesministerium der Finanzen gab eine 10-Euro-Silbergedenkmünze (Gedenkmünzen der Bundesrepublik Deutschland) sowie eine 55-Cent-Sonderbriefmarke 20 Jahre Deutsche Einheit (Briefmarken-Jahrgang 2010 der Bundesrepublik Deutschland) heraus. Der Entwurf der Münze stammt von Erich Ott aus München, das Motiv für die Briefmarke wurde von der Grafikerin Barbara Dimanski aus Halle (Saale) entworfen.